# 陣發性夜間血紅素尿症

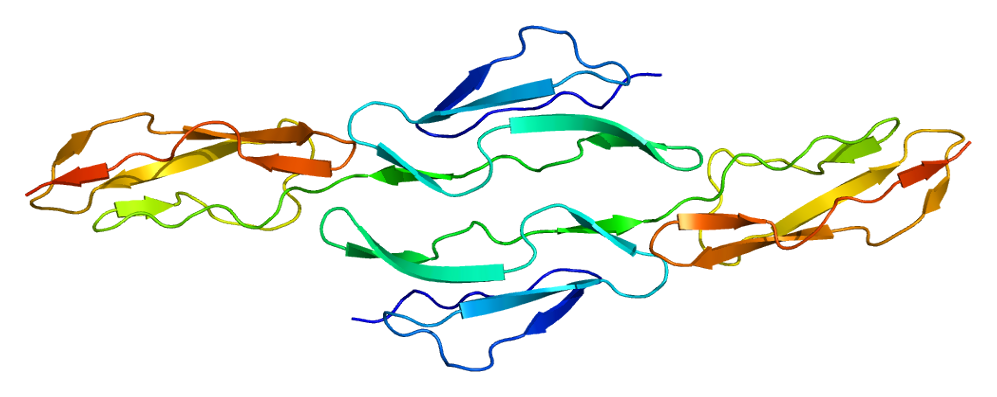
CD55衰變加速因子

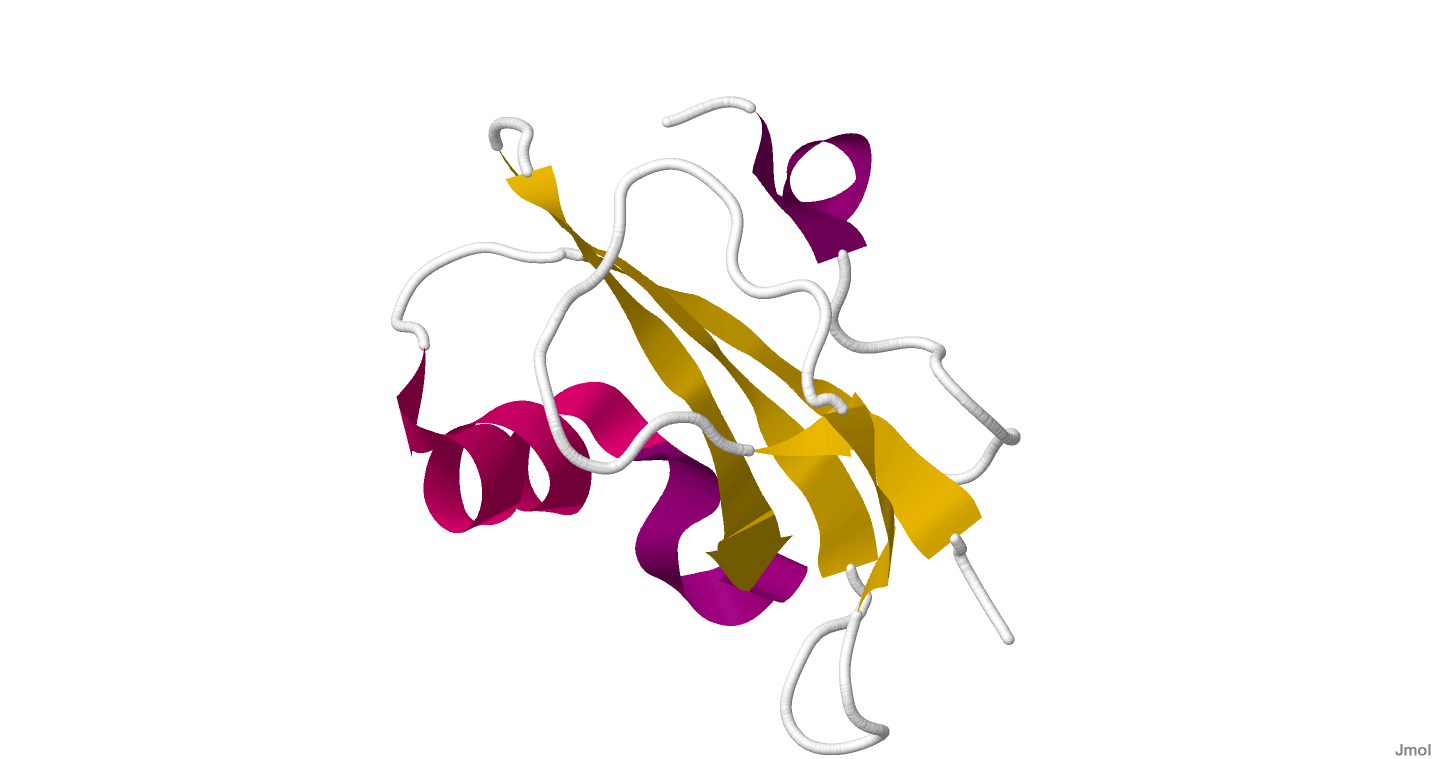
CD59膜攻擊複合物抑制蛋白

陣發性夜間血紅素尿症（英語：paroxysmal nocturnal hemoglobinuria，縮寫為PNH）是一種罕見、複雜且為後天造成的致命性血液疾病，被發現在19世紀，大約每百萬人會有一到二人罹患此疾病，而確診後5年內的存活率只有約65%。患者身上部分造血骨髓的幹細胞帶有X染色體上PIG-A基因的突變，並且發生突變細胞的異常增生，導致該基因所轉譯的糖基脂醯肌醇錨定蛋白（GPI-anchored protein）有所缺損，而使紅血球缺乏PIG-A酵素，致使CD55和CD59兩種表面蛋白質缺失的症狀。
由於CD55以及CD59這兩種表面蛋白質具有抑制膜攻擊複合物的功能因此細胞膜之缺損，容易受到補體系統的攻擊導致破裂，造成溶血反應，屬於慢性溶血性貧血，除此之外，血小板及顆粒球亦會產生相同的症狀。
陣發性夜間血紅素尿症是唯一因細胞膜上發生後天性內在缺陷所導致之慢性溶血性貧血，診斷上有特發性全血球減少症和後天性非球型紅血球貧血（acquired nonspherocytic anemia）伴隨著網狀紅血球增多。
由於部分患者會出現紅色、茶色的尿液，尤其好發於早晨的第一泡尿，因此最初疾病便因此而命名，而雖然名字如此，但曾發生典型血紅素尿症的患者只佔其中約26%。
唯一的根治方法為骨髓幹細胞或周邊造血幹細胞異體移植（可參考骨髓移植），但手術過程中有相當高的併發症率以及死亡率。

## 歷史
最早紀錄是在1866年的英國醫師威廉·格爾（William Gull）所發表的個案，然後在1881年德國醫師保羅·史卓賓（Paul Strübing）也進行了PNH的演說，而後續更深入的闡述則是在1911年由意大利醫生阿勒西奧·納札里（Alessio Nazari）和埃托雷·馬爾切亞法瓦（Ettore Marchiafava）所發表，1928年馬爾切亞法瓦及1931年的費迪南多·米切里（Ferdinando Micheli）也提出了進一步的報告。
而現名稱是由荷蘭醫師J·恩內金（J. Enneking）於1928年所提出，在此之後，學界都使用此名詞。

## 症狀
患者於睡眠狀態下較易發生溶血，因為夜間體內PH值濃度略為下降且離子濃度略為低張，較易使補體系統被活化，促使溶血反應的發生。溶血後會釋放游離於血漿中，並降低血漿內的一氧化氮濃度。而釋放出的游離血紅素部分會經由腎臟排出，因此在溶血反應較嚴重時會排出茶色尿液，有時也會有鐵質從尿液中排出。並且由於長期溶血，容易導致含鐵血黃素沉澱，致使皮膚泛黃。
而一氧化氮的減少，將導致血管無法舒張，進而發生許多臨床病症，包括吞嚥困難、腹絞痛、下背痛、頭痛、倦怠、發燒、勃起障礙、腎功能異常、高血壓、肺動脈高壓及血栓等症狀。而大約有四成的患者會血栓形成，這是PNH造成併發症以及死亡的主要原因之一，尤其是靜脈血栓。
除了四肢，血管栓塞亦可能發生於：
- 肝靜脈（英语：Hepatic veins）：約有15~30%的患者有肝靜脈栓塞，例如布加症候群

- 肝門靜脈：參見肝門靜脈栓塞（英语：Portal vein thrombosis）

- 上腸繫膜靜脈（英语：Superior mesenteric vein）及下腸繫膜靜脈（英语：inferior mesenteric vein）：引起腸繫膜缺血

- 腦：PNH將提高由腦靜脈血栓（英语：Cerebral venous sinus thrombosis）造成中風的機率，臺大醫院亦有PNH造成腦部血管炎的案例

- 皮膚靜脈

## 診斷

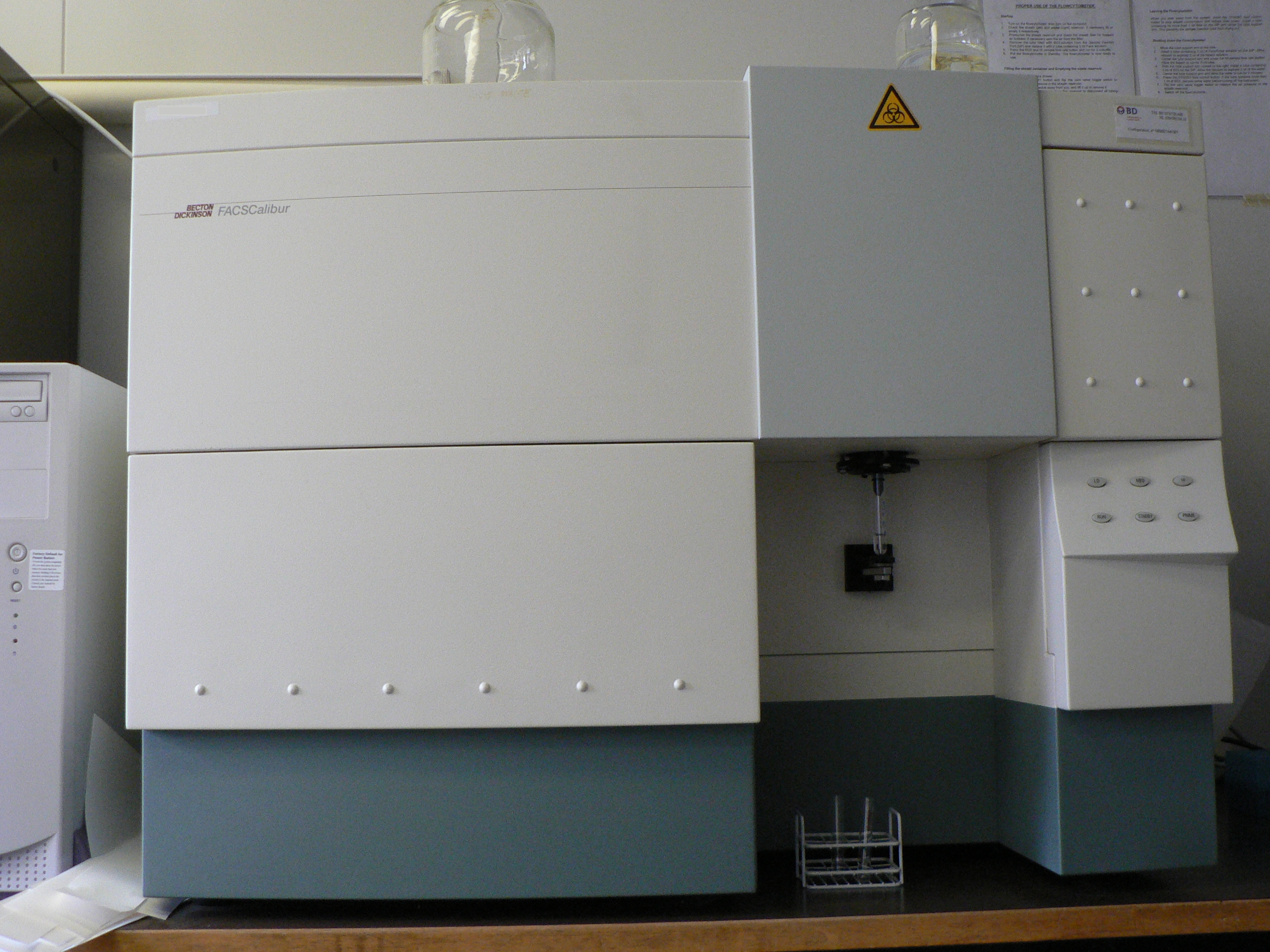
台式流式細胞儀 - 美國BD公司(Becton-Dickinson)螢光激活細胞分選儀（FACSCalibur）

而檢測方式初步為全血球記數（CBC/DC）、乳酸脫氫酵素（LDH）測量、各種溶血測量、腎功能檢測、血內鐵質、尿液檢測等等。而乳酸脫氫酵素濃度，是廣泛用來測量細胞破壞程度的指標，可用以測量溶血的嚴重程度。之後再抽血並使用流式細胞儀進行分析，檢測各種血液細胞上的GPI錨定蛋白相關標記，例如：CD16、CD48、CD55和CD59等。利用此分析儀器，可根據CD59的表現量，將PNH細胞分為三類：Type 1為正常表現CD59，Type 2為部分表現CD59，及Type 3為完全不表現CD59，三種細胞之存活期分別約為90至120天、30至40天及8至10天。而隨著技術進步，現在也檢測顆粒球上使用荧光素標記的氣單胞菌溶素（Fluorescein-labeled proaerolysin，FLAER）的表現百分比，並與四到五種其他不同螢光標示的抗體合併使用，可同時測定白血球上GPI-AP的表現量，能夠精確的測定PNH細胞數量比例（。
而若血球有不正常變化，須進行抽骨髓（bone marrow aspirate）或做骨髓切片（bone marrow biopsy）。而若被診斷為再生不良性貧血的患者還需要每年定期檢測。
一般來說，PNH患者會有以下檢測結果：
- 乳酸脫氫酶（LDH）偏高

- 偏低

- （HPT）偏低[32]

- 網狀紅血球計數（reticulocyte count）異常。[註 8]

- 血球容積比（英语：hematocrit）（Hct）偏低

- 紅血球數目偏低

- 膽紅素偏高

此疾病被國際PNH工作組分類為：
- 擁有溶血和血栓形成的典型PNH

- 合併其他併發症，例如骨髓疾病PNH再生不良性貧血，或是PNH（MDS）[9]

- 亞臨床型PNH，在流式細胞儀中位檢測到異常，且無溶血現象。[33]

## 治療

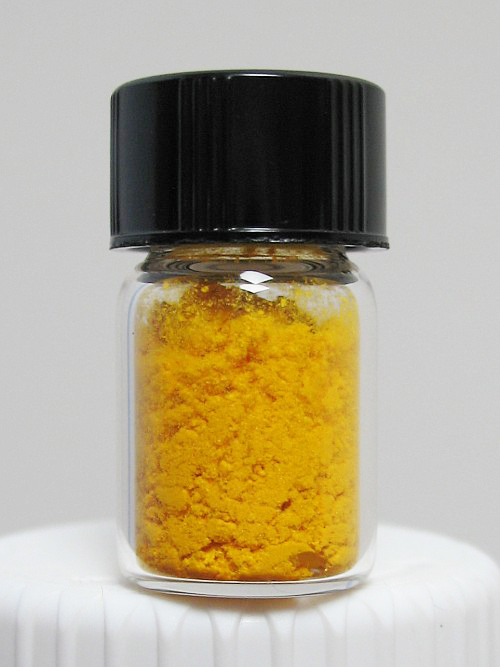
葉酸

由於PNH的病情複雜，因此根據症狀有許多不同的治療方式。
有以下幾種治療方式：
- 若為骨髓造血功能衰退，可使用免疫抑制劑。

- 如果是溶血，可使用末端補體抑制劑Eculizumab（英语：Eculizumab）（Soliris）治療[4]，或以同化類固醇治療。[10]

- 如果發生鐵質缺少，則可使用口服鐵劑。

- 並且應每日補充葉酸1~2毫克。[15]

- 若發生嚴重貧血，且無法使用Eculizumab，須定期進行輸血。[34]

- 若發生血栓，則應使用抗凝血劑。[10][9]

抗凝血劑例如華法林預防治療就能夠降低患者血栓造成的風險。
而Eculizumab藥物具有很好的治療效果，但要價不菲，一劑需要約台幣18-21萬（折合約港幣4.7-5.5萬、人民幣3.8-4.5萬）。Eculizumab藥物在2007年經由美國FDA通過核准，透過抑制C5補體，阻止C5裂解成C5a及C5b來抑制溶血，藉此減輕各症狀的嚴重性。FDA曾發表黑匣子警告，使用Eculizumab後，感染腦膜炎雙球菌的機會會是普通人的1000至2000倍，因此強烈建議病患在接受治療前至少兩週需先使用流行性腦膜炎疫苗，以避免使用Eculizumab藥物後因免疫下降造成感染，而施用後也會有一些不良反應，常見的例如：有頭痛、咽喉炎、上呼吸道感染、腹瀉、噁心等等。而2012年，中華民國健保署將此藥物納入健保，但由於藥物昂貴，每人每年約需要花費1300萬新台幣，因此健保給付資格門檻高，從2012年到2017年，符合符合健保給付資格的人數由8人增加至35位。

## 後續追蹤及流行病學
平均而言，PNH確診後的患者存活時間為8至15年，而約有65%在五年內死亡，大約25%則存活超過25年，主要的致險因素為血管栓塞、出血及感染，因此需要長時間追蹤，並且隨時注意各種身體徵兆，確保沒有嚴重溶血以及血栓。並且應盡早處理相關併發症。
也有許多原本被診斷為再生不良性貧血或是MDS的患者在之後才被確診為PNH，而PNH與MDS的關係也說明了為何在PNH患者中白血病機率較高，因為MDS有時也會轉變成白血病，例如嚴重的急性骨髓性白血病。
而在懷孕中就被診斷出的女性患者中，有25%的病例血栓形成率提高，而母親與兒童的死亡率也大幅提高為20%及8%。

## 註腳
1. ↑  可能為轉譯區的核苷酸有插入型或刪除型的突變
2. ↑  補體下游的C5b、C6、C7、C8複合體會與C9結合後，插在細菌細胞膜上，形成孔洞造成細菌的死亡。
3. ↑  導致膜上不存在保護性蛋白質的糖基化磷脂醯肌醇錨定蛋白缺陷
4. ↑  內容提到該患者晨間有嚴重血尿，但原因不明
5. ↑  正式發表報告在1882年。
6. ↑  睡眠時呼吸中樞敏感性降低，酸性物質累積，而補體作用最適宜的PH值是6.8~7.0
7. ↑  另外一個為感染
8. ↑  這是反應骨髓造血功能的重要指標，溶血性貧血與急性大出血時會升高，再生不良性貧血時則會降低